# Seven Days War
Seven Days War (ぼくらの7日間戦争, Bokura no nanoka-kan sensō) és una pel·lícula d'anime japonesa del 2019, dirigida per Yūta Murano, basada en la novel·la homònima d'Osamu Sōda.
Es va estrenar a la plataforma AnimeBox el 14 de juliol de 2023 amb doblatge en català.

## Sinopsi
En Mamoru Suzuhara és un introvertit estudiant d’institut que es passa el dia llegint llibres d’història i estratègia militar. Després d’assabentar-se que la noia que li agrada, l'Aya Chiyono, es resisteix a mudar-se amb la seva família a Tòquio, decideix reunir el valor necessari per a demanar-li que s’escapoleixi amb ell. Acompanyats per quatre amics, decideixen ocultar-se dels adults en una fàbrica de carbó abandonada. Però després del primer dia de diversió, arriben a la sorprenent conclusió que no estan solos a la fàbrica i coneixen la Malet, una nena tailandesa que fuig de l’oficina d’immigració. Quan l’endemà al matí els agents de l’oficina d’immigració irrompen en el lloc, en Mamoru i els seus amics els repel·leixen convertint la seva petita rebel·lió en una guerra oberta contra els adults.

## Doblatge
| Personatge       | Japonès           | Català           |
| ---------------- | ----------------- | ---------------- |
| Mamoru Suzuhara  | Takumi Kitamura   | Héctor García    |
| Chiyono Aya      | Kyoko Yoshine     | Àngels Ribalta   |
| Malet            | Makoto Koichi     | Irene Garrés     |
| Saki Akutsu      | Haruka Michii     | Núria Trifol     |
| Kaori Yamazaki   | Megumi Han        | Marta Moreno     |
| Soma Ogata       | Tatsuhisa Suzuki  | David Jenner     |
| Hiroto Honjo     | Takeo Otsuka      | Marcel Navarro   |
| Hideo Chiyono    | Naomi Kusumi      | Lluís Marco      |
| Maeda            | Norihiro Inoue    | Raúl Llorens     |
| Goto             | Tomokazu Seki     | Àlex de Porrata  |
| Sr. Yamazaki     | Mitsuru Miyamoto  | Domènec Farell   |
| Masahiko Honda   | Takahiro Sakurai  | Marc Gómez       |
| Fumio Asakawa    | Tomohisa Aso      | Joaquim Casado   |
| Rin Suzuhara     | Shino Shimoji     | Tatiana Supervia |
| Katsuo Shibayama | Ryusei Nakao      | Jordi Pineda     |
| Tatehara         | Seiro Ogino       | Eduard Itchart   |
| Kurata           | Ryota Takeuchi    | Daniel Albiac    |
| Shinji           | Shin'ya Takahashi | Marc Torrents    |
| Kenji            | Hiroya Egashira   | Carles Lladó     |
| Nakayama         | Ryota Takeuchi    | Xavier Castañer  |

## Recepció
Per a Stéphane Jarno de Télérama, és "una adaptació reeixida d'un clàssic de la literatura infantil japonesa". Mathieu Macheret de Le Monde troba que la pel·lícula posa a sobre la taula massa idees alhora.

## Premis i reconeixements
- 2020 - Festival Internacional de Cinema d'Animació d'Annecy
  - Cristall al llargmetratge d'Annecy
- 2020 - Festival Internacional de Cinema Fantàstic de Catalunya
  - Premi al millor llargmetratge d'animació (Anima't)[7]